# Society
Society és un film de terror estatunidenc dirigida per Brian Yuzna, estrenada l'any 1989. Ha estat doblada al català. Es va presentar el 1989 al Festival de Sitges en la Secció oficial de llargmetratges a concurs.

## Argument
A Beverly Hills, antropofàgia, orgies sàdiques, manipulacions, homicidis i incestos s'encadenen. Quan Bill Whitney, el cap de turc, amb la seva dona, dels nois de la ciutat, descobreix allò que la seva família adoptiva li ha amagat, queda terroritzat: els seus pares es lliuren a les orgies.

## Repartiment
- Billy Warlock: Bill Whitney
- Connie Danese: Nan
- Ben Slack: el metge Cleveland
- Evan Richards: Milo
- Patrice Jennings: Jenny Whitney
- Tim Bartell: David Blanchard
- Charles Lucia: Jim Whitney
- Heidi Kozak: Shauna
- Brian Bremer: Petrie
- Ben Meyerson: Ferguson
- Devin DeVasquez: Clarissa Carlyn
- Maria Clara: Sally
- Conan Yuzna: Jason
- Jason Williams: l'amic de Jason
- Pamela Matheson: Mme Carlyn

## Al voltant de la pel·lícula
- El rodatge s'ha desenvolupat a Culver City, a Califòrnia.
- Es tracta del primer film dirigida per Brian Yuzna.[3]
- Society ha assolit un cert èxit a Europa, però han passat tres anys sense que cap distribuïdor no s'hi interessi als Estats Units.
- Conan Yuzna, qui interpreta aquí Jason, és el fill del director.[3]

## Banda original
- Al bell Danubi blau, composta per Johann Strauß
- Eton Boat Song, composta per A.D.E.W.
- Tonight, composta per Mark Ryder i Phil Davies
- If You Aint Got Money, composta per Mark Ryder i Phil Davies
- Clarisas Song (Make It Tonight), composta per Mark Ryder i Phil Davies